# Цискарі
Цискарі (груз. ცისკარი) — щомісячний літературний журнал, який видавався (з перервами) в 1852—1875 роках грузинською мовою.
Був заснований в 1852 році грузинським князем Г. Еріставі при заступництві намісника кавказького князя М. С. Воронцова, який особисто попросив дозвіл на видання у Миколи I. Воронцов навіть відразу виписав 100 примірників журналу для учениць, створеного його дружиною Єлизаветою Ксаверівною навчального закладу Св. Ніни.
У 1852—1853 роках «Цискарі» очолював Ерістов; журнал виходив у друкарні Патканова. Через недостатню кількість передплатників в кінці 1853 року видання було призупинено і відновилося лише в 1857 році, коли ним став керувати Іван Кереселідзе. У 1857 році він почав друкуватися в друкарні «Цискарі», а в 1870 році в друкарні М. Мартірозяна, потім Еквтіме Хеладзе.
У різний час участь в журналі брали Г. Д. Орбеліані, В. В. Орбеліані, Ол. Орбеліані, Іоселіані, Кіпіані, Туманов та ін. В «Цискарі» друкувалися твори Сулхан-Саба Орбеліані, Давида Гурамішвілі, Ол. Чавчавадзе, Ніколоза Бараташвілі й інших, які раніше поширювалися у вигляді рукописів. А також твори грузинських письменників XIX століття: М. Бараташвілі, Д. Чонкадзе, Л. Ардазіані, Ант. Пурцеладзе, І. Чавчавадзе, А. Церетелі, Г. Церетелі, Раф. Еріставі і ін. Були видані переклади творів Пушкіна, Лермонтова, Некрасова, Жуковського, Тургенєва, Байрона, Беранже, Гюго, Діккенса та багатьох інших російських і європейських письменників; друкувалися історичні, літературні, публіцистичні статті.
У 1875 році вийшов всього один номер, після чого вихід журналу припинився.
З 1956 року в Тбілісі став видаватися з назвою «Цискарі» щомісячний літіретурно-художній і громадсько-політичний журнал, орган ЦК ЛКСМ і Спілки письменників Грузинської РСР; головний редактор - Джансуг Чарквіані (з 1973). Тираж в 1973 році становив близько 27 тис. примірників.
У 2010 році з'явився журнал з колишньою назвою, який позиціонується як продовження легендарного грузинського літературного журналу.